# Искија (Тренто)
Искија је насеље у Италији у округу Тренто, региону Трентино-Јужни Тирол.
Према процени из 2011. у насељу је живело 500 становника. Насеље се налази на надморској висини од 517 м.